# Тингей, Ланс
Ланс Тингей (англ. Lance Tingay; 15 июля 1915, Лондон — 10 марта 1990, там же) — британский спортивный журналист, теннисный обозреватель газеты «Daily Telegraph», автор книг по истории тенниса. Патриарх британской теннисной журналистики, член Международного зала теннисной славы с 1982 года.

## Биография
Ланс Тингей, сам никогда не игравший в теннис, сопровождал развитие этого вида спорта на протяжении десятилетий как журналист. Его первый репортаж с Уимблдонского турнира датируется 1932 годом. С 1950 по 1980 год он был теннисным обозревателем лондонской газеты «Daily Telegraph», большую часть этого времени отвечая, в частности, за составление списков десяти сильнейших теннисистов и теннисисток мира, появление которых каждый год с нетерпением ожидалось поклонниками игры. В 1968 году он был удостоен за свою работу премии, носящей имя Эллисона Данцига — знаменитого американского теннисного обозревателя, — вручаемой лучшим журналистам, пишущим о теннисе. Пользуясь уважением многочисленных британских коллег, пишущих о теннисе, Тингей получил от них прозвище «Декан» (англ. Dean).
Помимо непосредственной журналистской работы, Тингей также был автором ряда книг о теннисе, наиболее известными из которых являются «Иллюстрированная история тенниса», «Монархи и лаун-теннис» и «Сто лет Уимблдона».
В 1982 году, за восемь лет до смерти, имя Ланса Тингея было включено в списки Международного зала теннисной славы, в числе деятелей, внёсших существенный вклад в эту игру. На сайте Международного зала теннисной славы Тингей характеризуется, как человек, обладавший способностью к тонкому анализу, умевший точно оценить сильные и слабые стороны игроков и определить ключевые моменты в игре.